# 阿爾派恩湖 (加利福尼亞州)
阿爾派恩湖（英語：Lake Alpine）是位於美國加利福尼亞州阿爾派恩縣的一個非建制地區。該地的面積和人口皆未知。

## 地理
阿爾派恩湖的座標為38°28′43″N 120°00′14″W / 38.47861°N 120.00389°W，而該地的平均海拔高度為2252米（即7388英尺）。